# Diamond Head
I Diamond Head sono un gruppo musicale heavy metal britannico fondato nel 1976 dal chitarrista Brian Tatler e dal batterista Duncan Scott a Stourbridge (Inghilterra). Sono considerati uno dei gruppi di punta della New Wave of British Heavy Metal e sono conosciuti per aver ispirato gruppi come Metallica e Megadeth.

## Storia del gruppo

### Primi anni
Brian Tatler e Duncan Scott cominciarono a produrre musica insieme già nel 1976, suonando rispettivamente una chitarra molto economica e scatole di biscotti, il nome fu ispirato da un album di Phil Manzanera del 1975 intitolato appunto Diamond Head di cui Tatler aveva un poster. Nelle vesti di cantante fu assunto Sean Harris, che fu notato mentre cantava la canzone Be Bop a Lu La su un autobus, la formazione fu poi completata con l'ingresso al basso di Colin Kimberley, un vecchio amico di Tatler.
Il gruppo pubblicò due demo autoprodotti nel 1977 e nel 1979, registrati entrambi in meno di sei ore, ma che garantirono alla band concerti di spalla a AC/DC ed Iron Maiden. In un'intervista il chitarrista Brian Tatler ha dichiarato che i Diamond Head scrissero più di 100 canzoni prima di pubblicare il loro primo album in studio. Tra le etichette discografiche cominciò una lotta per assicurarsi la band, ma nessuna di loro arrivò fino in fondo, inoltre il fatto che la madre di Sean Harris, Linda, fosse il loro manager non li aiutò, così mentre altre band NWOBHM come i Def Leppard avevano già contratti con delle major e si imbarcavano in tour da headliner, i Diamond Head decisero di cominciare a pubblicare i loro lavori attraverso la loro etichetta, la Happy Face Records.
La prima pubblicazione del gruppo attraverso la Happy Face Records è stato il singolo Shoot Out the Lights, seguito da un altro singolo, Sweet and Innocent, il quale anticipò il primo album in studio del gruppo, intitolato Lightning to the Nations (in realtà il disco non ebbe ufficialmente un titolo e solo successivamente fu adottato il nome "Lightning to the Nations"). L'album fu registrato in soli sette giorni presso gli studi di registrazione "The Old Smythy" di Worcester mentre la copertina dell'album fu completamente bianca e senza lista tracce, con in copertina solamente la firma di uno dei componenti, e inizialmente furono stampate solamente mille copie, vendute esclusivamente ai concerti o tramite mail order al prezzo di 3,50 sterline.
L'album fu nuovamente distribuito in altre mille copie, questa volta contenenti la tracklist, successivamente fu la Woolfe Records a ripubblicarlo con in copertina il disegno della Terra infuocata. Nel 2001 la Sanctuary Records lo ripubblicò per l'ennesima volta, cosa che Tatler aveva escluso potesse succedere già nel 1982.

### Il successo e la crisi
Il successo del primo album porta la band a firmare il primo contratto con la MCA Records nel 1981, per la quale pubblicano l'EP Four Cuts, contenente classici come Call Me e Dead Reckoning. Nel 1982 la band si esibisce al Reading Festival, esibizione registrata dalla BBC e pubblicata dieci anno dopo con il nome Friday Rock Shock Session. Il primo album per la nuova etichetta è Borrowed Time, che raggiunge la 24ª posizione della classifica inglese e permette alla band di imbarcarsi in un tour nelle arene inglesi. Insieme all'LP esce il terzo singolo In the Heat of the Night che contiene le versioni live di "Play it Loud" e di "Sweet and Innocent", registrate allo Zig-Zag Club, e un'intervista con il DJ Tommy Vance.
Il successo però fu breve a causa delle sperimentazioni di Canterbury. Uscito nel 1983, l'album sterza verso ambiti progressive, male accolti dai fans. Questo è anche il primo album senza Duncan Scott e Colin Kimberley, licenziati su pressione della stessa casa discografica e sostituiti da Mervyn Goldsworthy e da Robbie France, che successivamente diventerà membro fondatore e produttore degli Skunk Anansie. Nello stesso anno la band apre il Monsters of Rock e comincia a lavorare al quarto album, intitolato "Flight East". Il gruppo però viene scaricato dalla MCA, e Tatler ed Harris decidono di lasciare a causa del negativo giudizio verso la scena metal che stava nascendo e verso band come Metallica e Slayer. La band quindi si sciolse per la prima volta nel 1985.
La band aveva deciso di cambiare sound perché era annoiata di suonare heavy metal e sentiva che era tempo di cambiare. Un altro cambio della band fu il passaggio di Tatler da una Flying V a una Gibson Les Paul, a causa del calo di popolarità del modello.

### La reunion e l'incidente al National Bowl
L'aumento di popolarità dei Metallica e il loro continuo menzionare i Diamond Head come una delle più grandi influenze li fece tornare alla ribalta e portò alla ristampa del catalogo della band. Inevitabilmente nel 1991 Tatler e Harris riformarono il gruppo con Karl Wilcox alla batteria e Eddie Moohan al basso.
La band pubblica anche un nuovo EP chiamato Rising Up, contenente le canzoni "Wild on the Streets" e "I can't help myself", reperibile solamente ai concerti o presso negozi specializzati. Lo stesso anno Harris collabora con Dave Mustaine per la canzone "Crown of Worms", pubblicata poi nella versione rimasterizzata di Countdown to Extinction.
Due anni dopo il gruppo rilascia Death & Progress, con le collaborazioni di Tony Iommi dei Black Sabbath e di Dave Mustaine dei Megadeth. Comunque, la riunione fu di breve durata, e finì con la pubblicazione dell'album.
Durante il tour di promozione dell'album i Diamond Head aprirono per Metallica e Megadeth al National Bowl di Milton Keynes. Sean Harris salì sul palco vestito da Morte, questo era il suo modo per dire che la NWOBHM era finita. La loro performance fu molto sottotono, anche a causa della pressione esercitata dalle riprese live di MTV, a ciò si aggiunse l'herpes zoster di cui soffriva Tatler. Nel 1994 il gruppo si sciolse nuovamente per poi riformarsi sei anni più tardi.

### Gli anni duemila

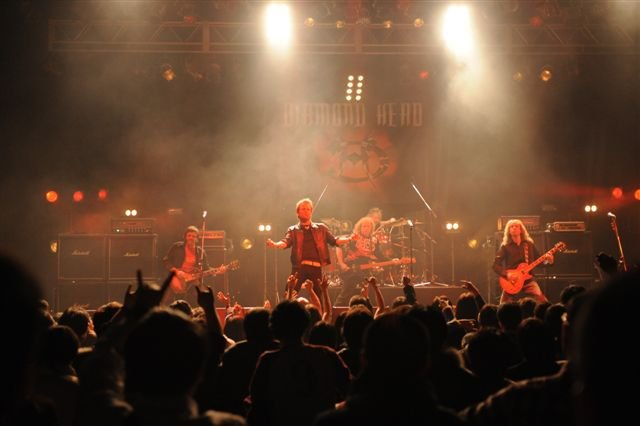
Il gruppo in concerto in Giappone nel 2008

Nel 2000 Harris e Tatler tornano di nuovo insieme e, dopo aver reclutato il chitarrista Floyd Brennan, si esibirono in una serie di concerti acustici, che culminarono con la pubblicazione dell'EP First Cuts Acoustic. La band si imbarca in un altro tour con Moohan e Wilcox di nuovo nei ranghi, e per la prima volta suona negli Stati Uniti, dove non avevano mai suonato a causa di problemi di management.
Il gruppo allora entra in studio per lavorare al nuovo album, ma Harris esprime l'intenzione di pubblicarlo sotto un altro nome e dichiara di non volere più esibirsi dal vivo. Tatler, dopo aver soddisfatto le richieste del cantante per anni, decide di separare le loro strade e Sean pubblica una dichiarazione su Blabbermouth in cui afferma che per quanto lo riguarda ha più diritto lui di usufruire del nome del gruppo di chiunque altro e di ritenersi ancora un membro della band.
Nel 2004 Nick Tart diventa il nuovo cantante della band. Il nuovo album della band, All Will Be Revealed (il titolo sembra essere un riferimento a Sean Harris), viene pubblicato nel 2005, ma consiste in un radicale cambio di rotta rispetto ai loro primi album.
L'occasione per promuovere l'album si presenta quando Mustaine li invita in tour con i riformati Megadeth. Il gruppo si esibisce da headliner ad un festival per celebrare i 25 anni della New Wave of British Heavy Metal al teatro Astoria di Londra a cui partecipano Witchfynde, Bronze, Praying Mantis e Jaguar. Questo concerto viene registrato e poi pubblicato come live album con il titolo It's Electric e nel primo DVD della band intitolato To the Devil His Due del 2006.
Nel 2007 la Cargo Records ha pubblicato il sesto album della band What's in Your Head?, prodotto da Dave Nicholls, precedentemente al lavoro con Slipknot e The Wildhearts.

### Anni duemiladieci
Il 13 ottobre 2014 il gruppo ha annunciato l'uscita di Nick Tart attraverso la propria pagina Facebook. Al suo posto è stato scelto il cantante danese Rasmus Bom Andersen, con il quale i Diamond Head hanno intrapreso un tour europeo, apparendo all'Hard Rock Hell e all'Headbangers Open Air in Germania.
Nel gennaio 2016 il gruppo ha annunciato il settimo album in studio, intitolato semplicemente Diamond Head. Originariamente previsto per l'11 marzo, l'album è stato pubblicato il 22 aprile attraverso la Dissonance Productions.

## Formazione
Attuale
- Rasmus Bom Andersen – voce (2014-presente)
- Brian Tatler – chitarra solista, cori (1976-1985, 1991-1994, 2000-presente)
- Andy "Abbz" Abberley – chitarra ritmica (2006-presente)
- Eddie Moohan – basso (1991-1994, 2002-presente)
- Karl Wilcox – batteria (1991-1994, 2002-presente)

Ex membri
- Sean Harris – voce (1976-1985, 1991-1994, 2000-2004)
- Colin Kimberley – basso (1976-1983)
- Duncan Scott – batteria (1976-1983)
- Mervyn Goldsworthy – basso (1983)
- Robbie France – batteria (1983-1985)
- Josh Phillips-Gorse – tastiera (1983-1984)
- Dave Williamson – basso (1984-1985)
- Pete Vuckovic – basso (1992-1994)
- Floyd Brennan – chitarra ritmica (2000-2002)
- Adrian Mills – chitarra ritmica (2005-2006)
- Nick Tart – voce (2004-2014)

## Discografia
- 1980 – Lightning to the Nations
- 1982 – Borrowed Time
- 1983 – Canterbury
- 1993 – Death & Progress
- 2005 – All Will Be Revealed
- 2007 – What's in Your Head?
- 2016 – Diamond Head
- 2019 – The Coffin Train

## Videografia

### Album video
- 2006 – To the Devil His Due